# Дача Функа
Дача Функа, вілла Функа — історична будівля в Судаку, побудована в 1912 році Ф. Ф. Функом, керуючим маєтком Архадрессе. Наразі в будівлі розташовується історичний музей ГБУК РК "Музей-заповідник «Судацька фортеця». Особняк розташований на вулиці Набережна, 11, є пам'яткою культурної спадщини.

## Історія

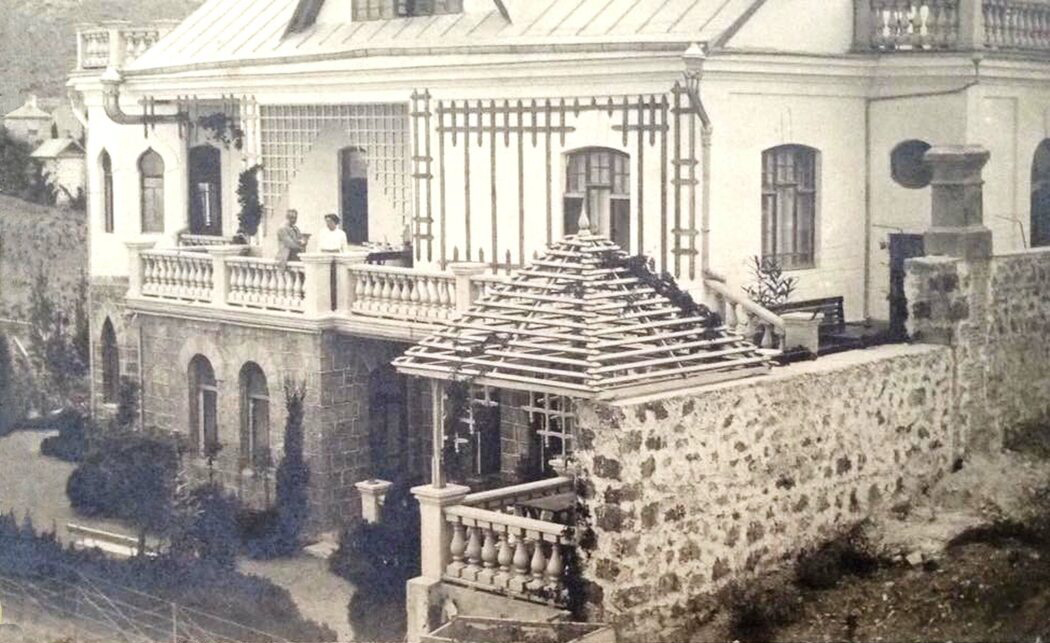
Дача Функа в 1913 році

Двоповерхова будівля побудована неподалік від Генуезької фортеці в 1910—1912 роках зросійщеним німецьким (прусським) бароном Федором (Йоахімом) Федоровичем Функом, який був керуючим маєтком Архадрессе Костянтина Горчакова. Спочатку будувався як прибутковий будинок. Будинок побудований у романтичному стилі з елементами неоготики. В оформленні використані кам'яний декор, заокруглені довгі вікна і башточки. Загальна площа особняка становила 415 квадратних метрів.
Після захоплення Криму радянською владою будівля була націоналізована. Дача Функа була однією з небагатьох будівель початку XX століття, яка збереглася під час артилерійського обстрілу міста в роки Німецько-радянської війни. У 1959 році в будинку розташовувалось морське агентство Феодосійського порту. У 1962 році будівлю передали у відання Ялтинського порту, який провів у ньому капітальний ремонт та організував місця для відпочинку моряків між рейсами.
У 1970-ті роки віллу Функа передали рибколгоспу «Хвиля революції», який експлуатував будинок як житловий будинок. У будівлі був проведений невдалий ремонт, після якого протягом тридцяти років він був у занедбанні, а в 1990-ті роки багато разів пограбований. 14 квітня 1998 року у приміщенні сталася пожежа, під час якої будівля була серйозно пошкоджена, після чого довелося реставрувати перший поверх і заново надбудовувати другий поверх. Під час реставрації будівля була розібрана і знову відтворена, зберігаючи колишній вигляд.

## Організація музею
У 2004 році після відновлення за сприяння Укрзалізниці та міністра Г. М. Кірпи, а також Б. Д. Дейча, в особняку почав діяти Судацький міський краєзнавчий музей, у якому функціонують 13 експозицій у 4 залах, проходять освітні лекції для школярів, наукові конференції та семінари.
У першому залі музею містяться матеріали, присвячені давній історії Судака, починаючи з палеоліту. Археологічні та фотографічні матеріали показують палеолітичну стоянку, поселення таврів I тисячоліття до нашої ери, поселення готів V—VI століть до нашої ери, аланські поселення, могильник і святилище I—IV століть до нашої ери, античне укріплення на горі Караул-Оба.

Середньовічний зал
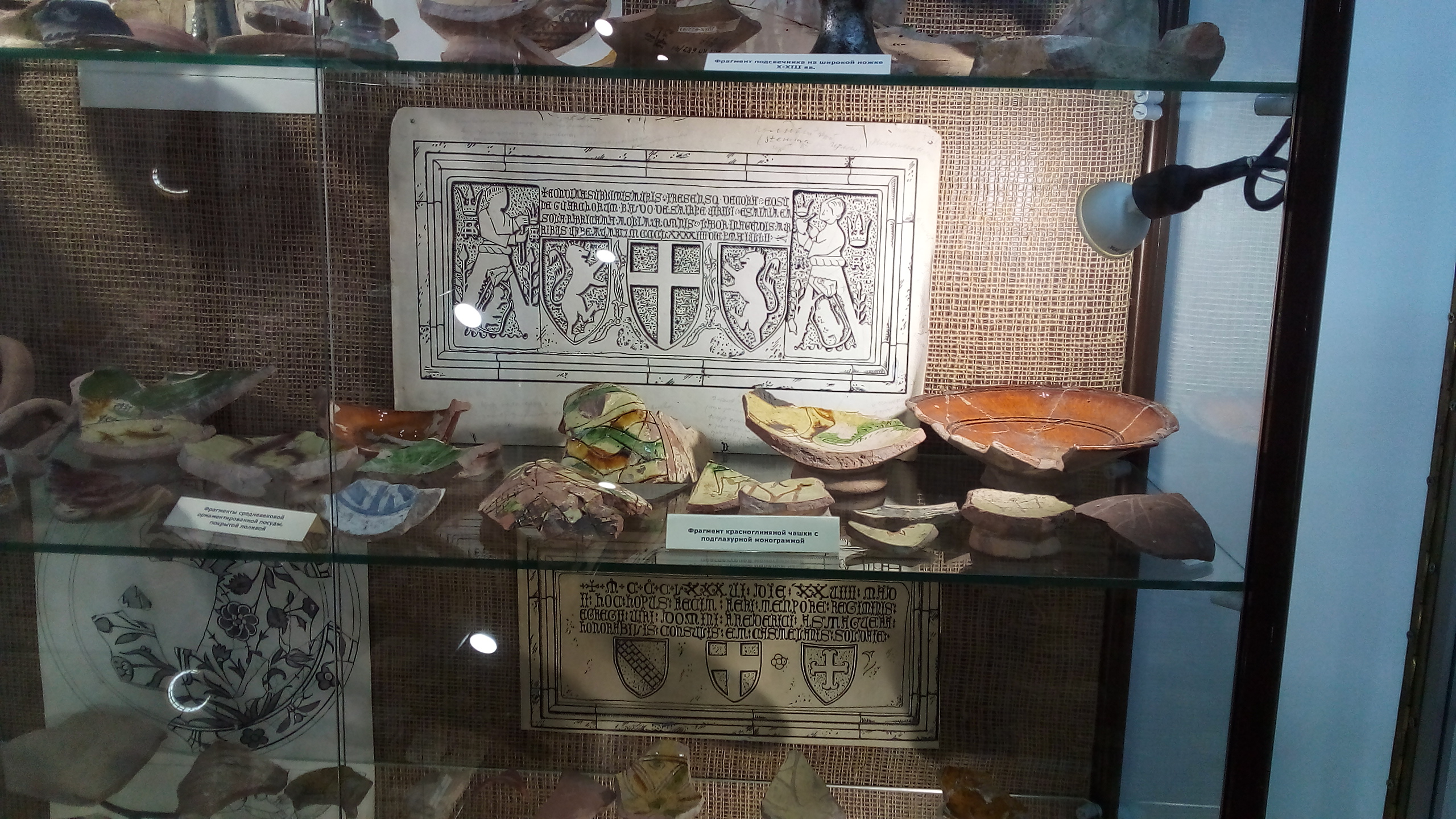
Кераміка
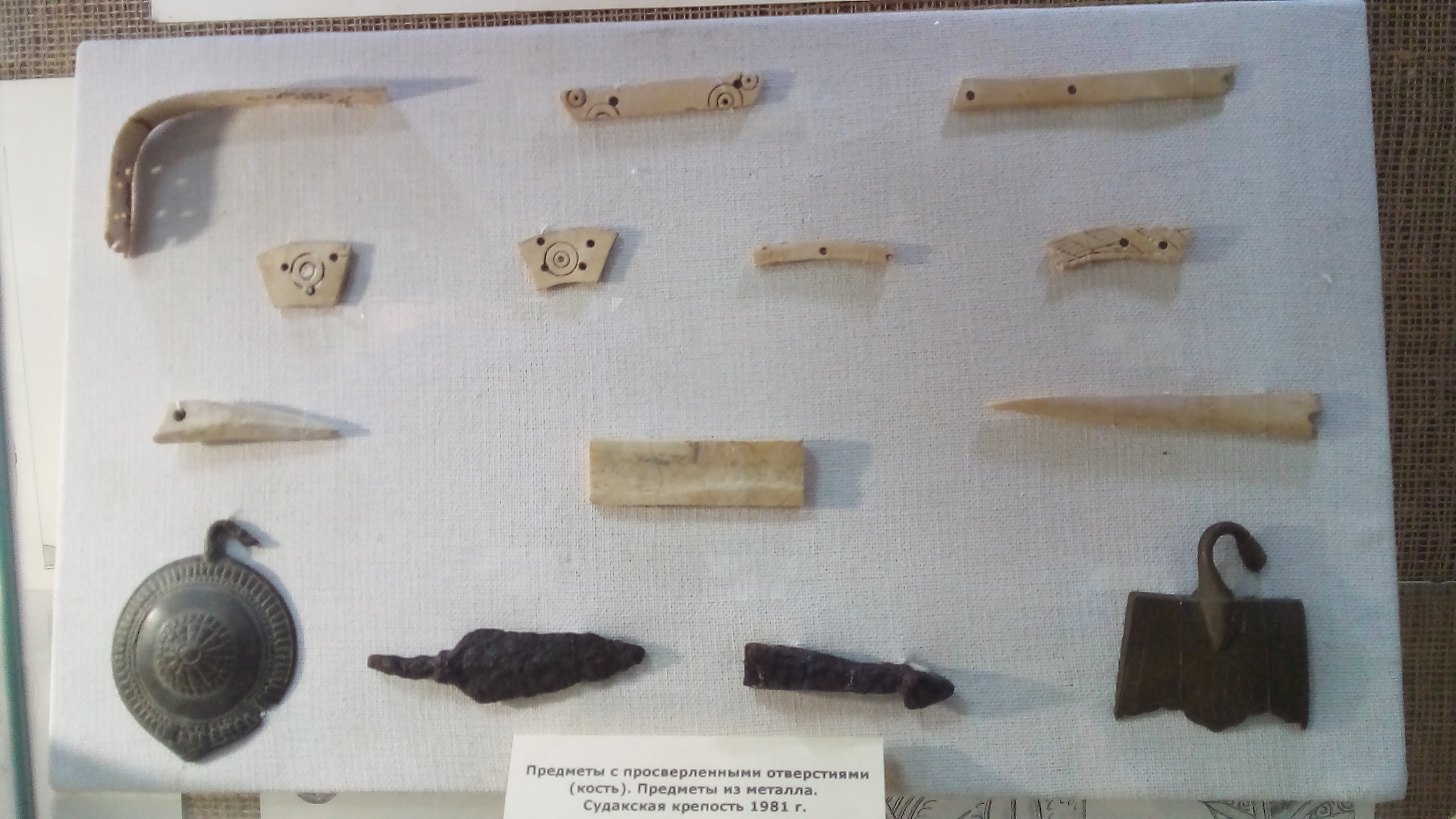
Знахідки з розкопок 1981 року на території Судацької фортеці
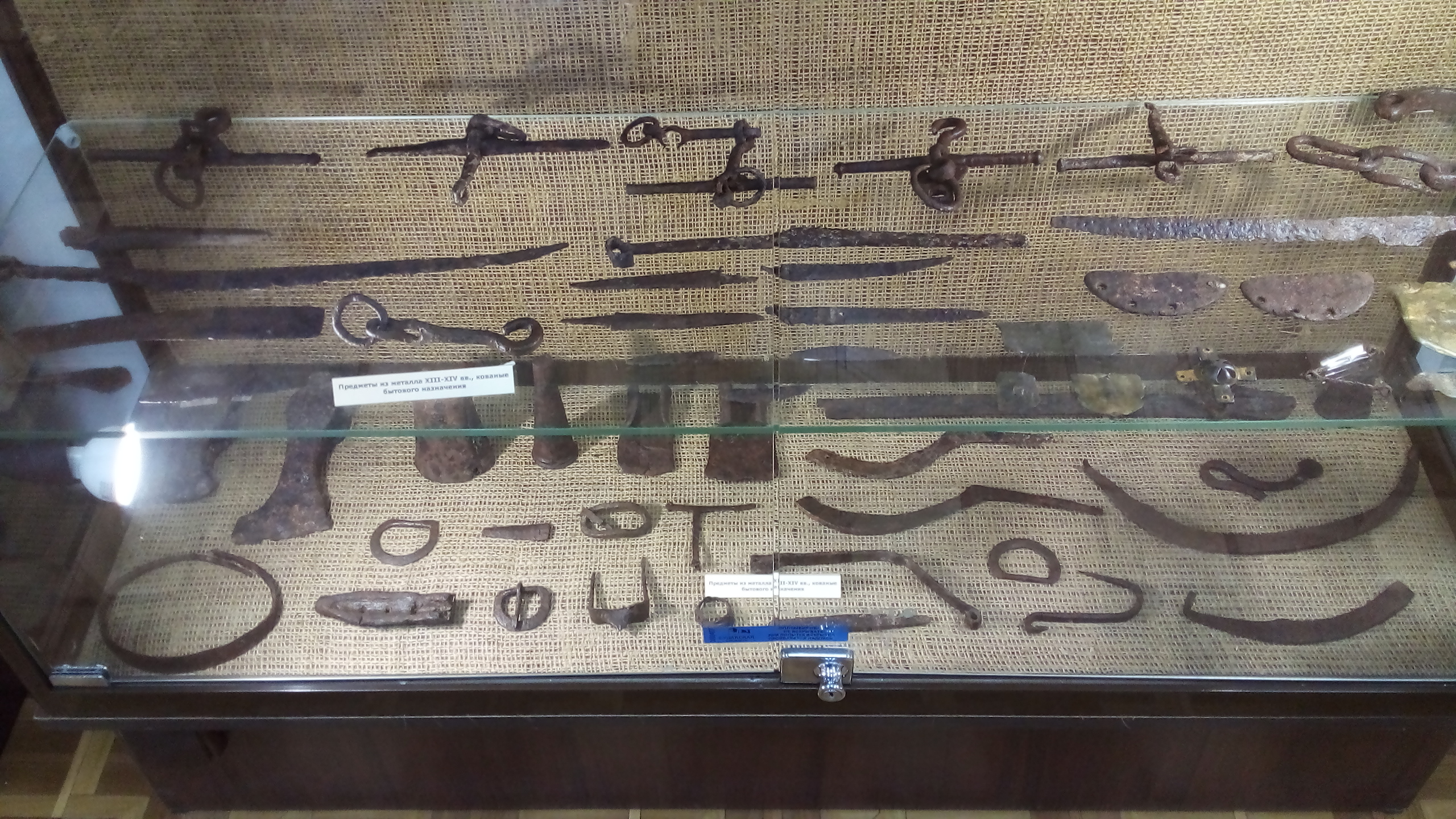
Металеві предмети торгового і господарського призначення

Другий зал розповідає про історію краю з часу раннього середньовіччя до кінця XVIII століття та етнографічний блок, присвячений побуту народів, які населяли Судак. Показана історія будівництва генуезцями у XIII столітті фортеці. Демонструються кераміка Візантії і Золотої орди, лицарські обладунки, надгробки мусульман і християн, вірменські хачкари.
Експозиція третього залу розповідає про період історії Судака з часу захоплення Російською імперією Криму, а також розповідає про відомих людей, пов'язаних з історією міста і Криму, серед яких граф Григорій Олександрович Потьомкін, Микола Мордвинов, Василь Капніст, вчені Петер-Симон Паллас і Стевен Християн Християнович.

Експозиція присвячена виноградарству та виноробству
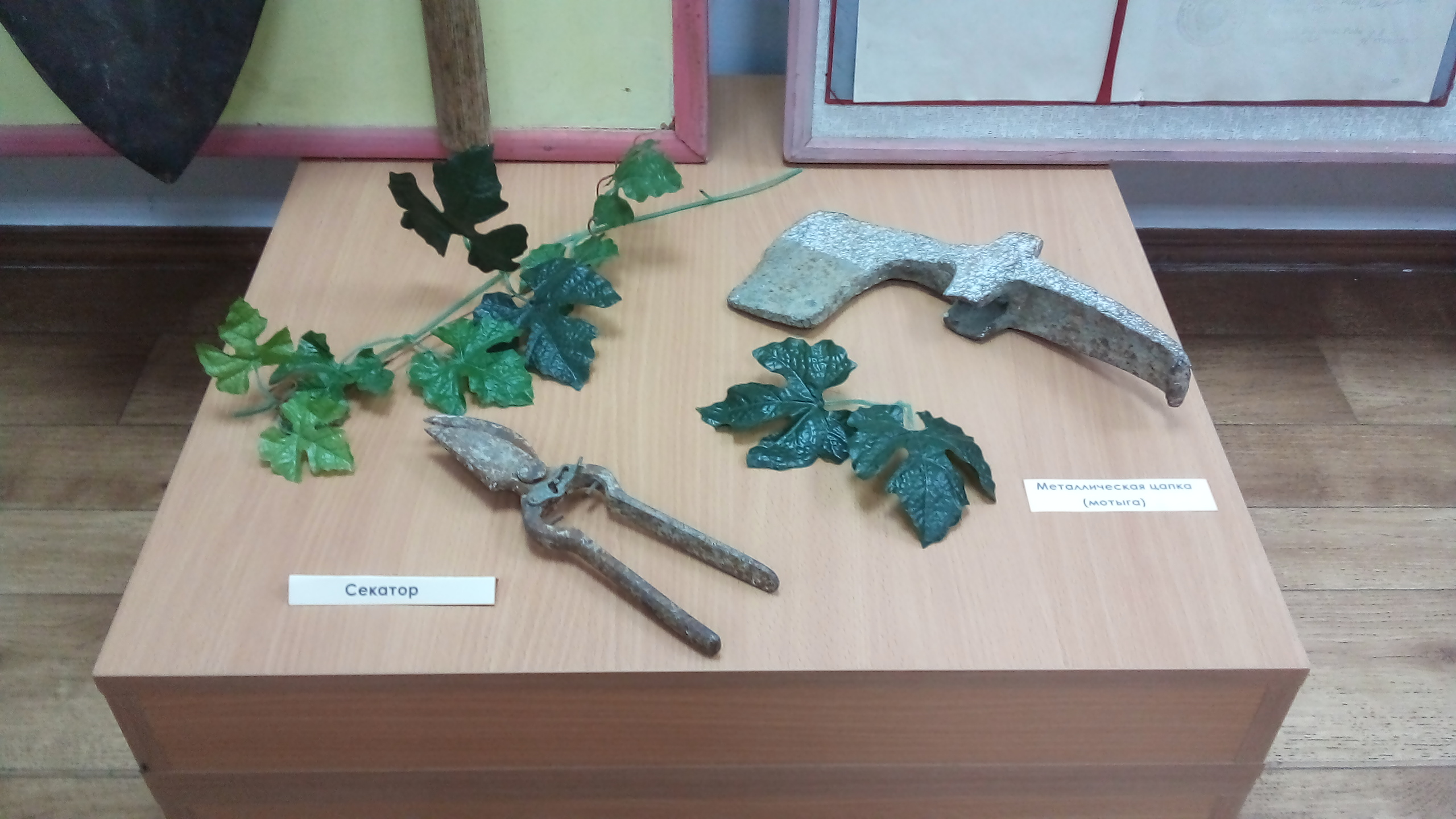
Інструмент виноградаря 1930-х років
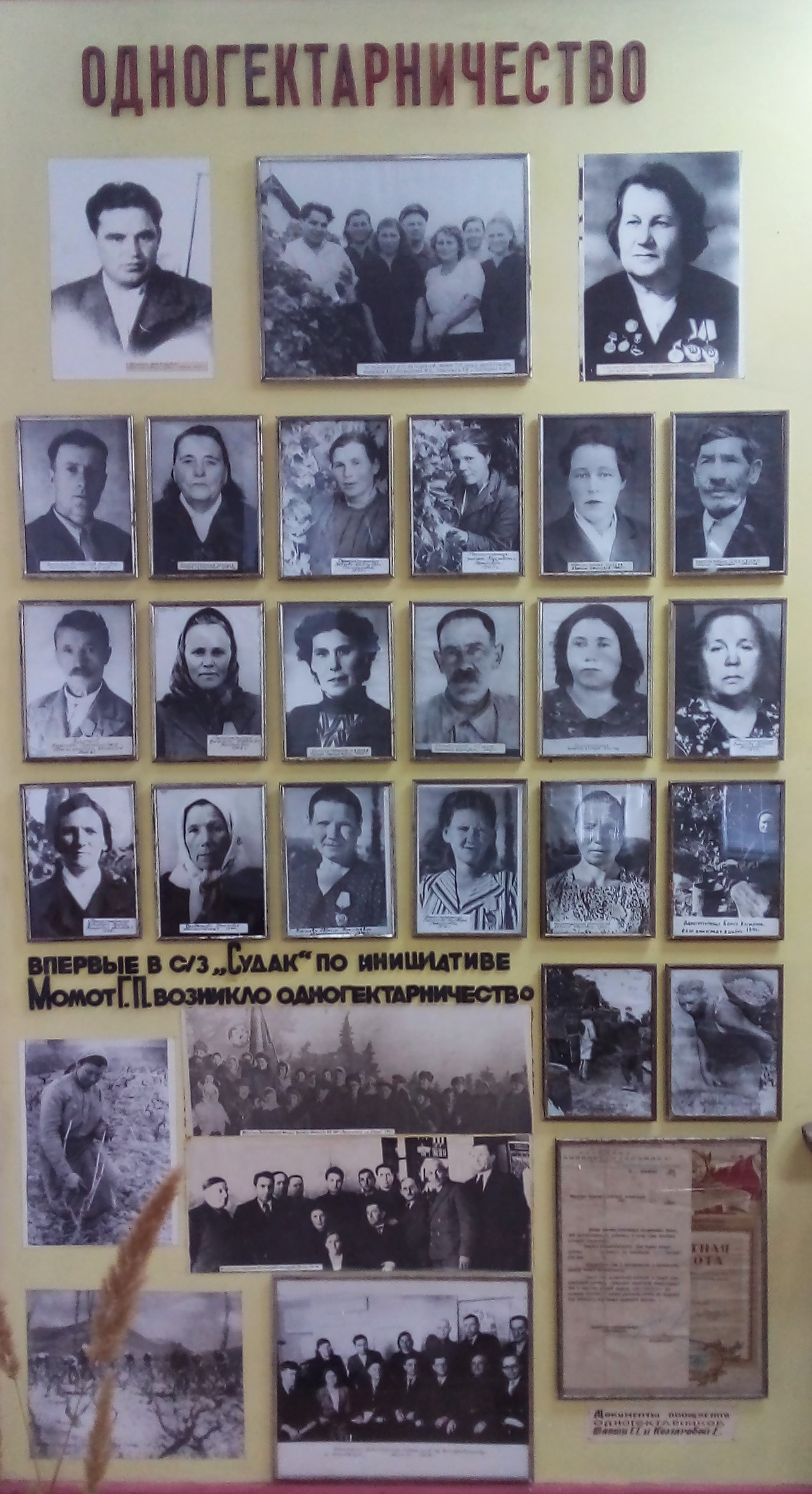
Стаханівський рух одногектарників, що зародилися в радгоспі "Судак"
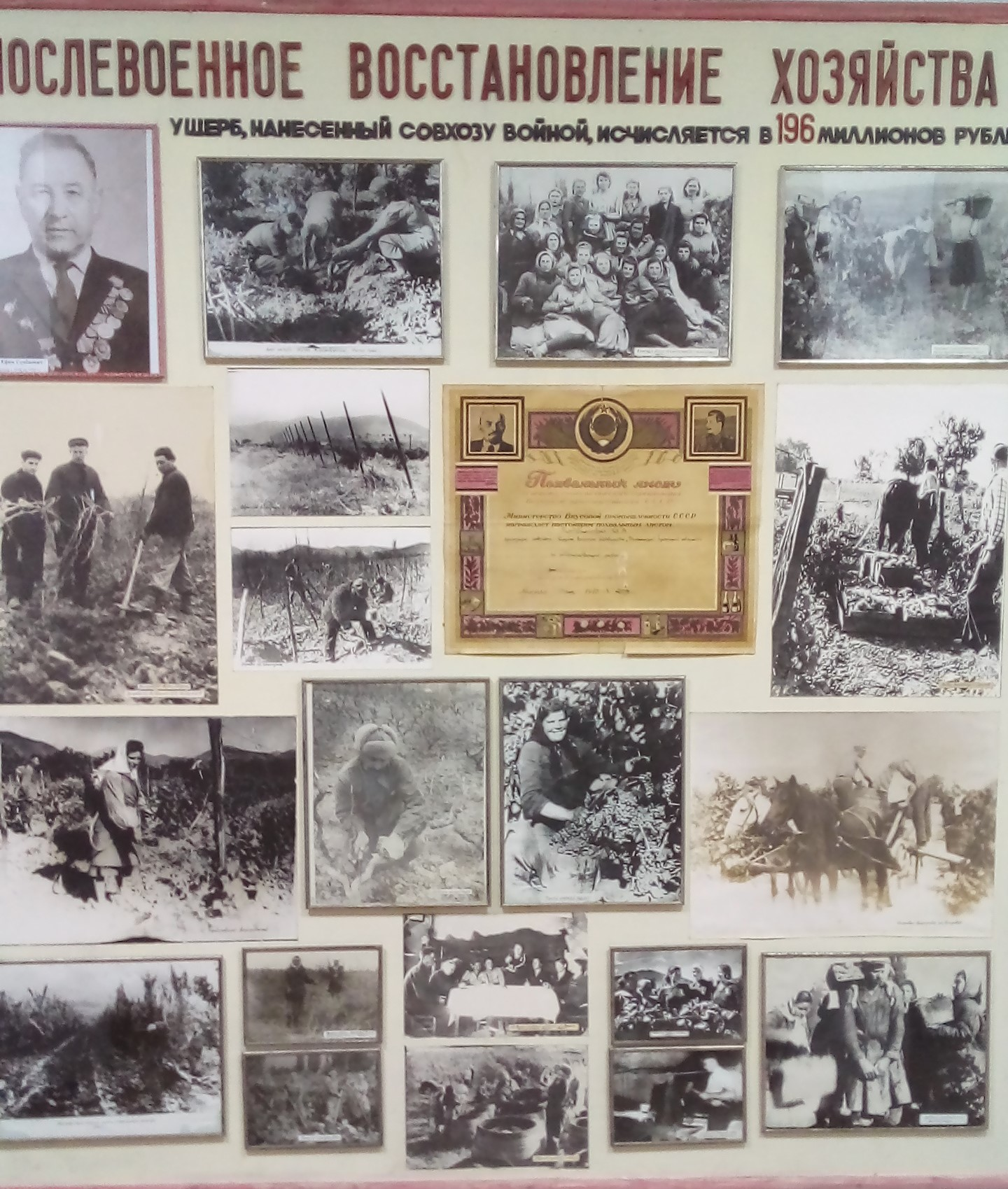
СЗ "Судак" у 1940-1960 роки
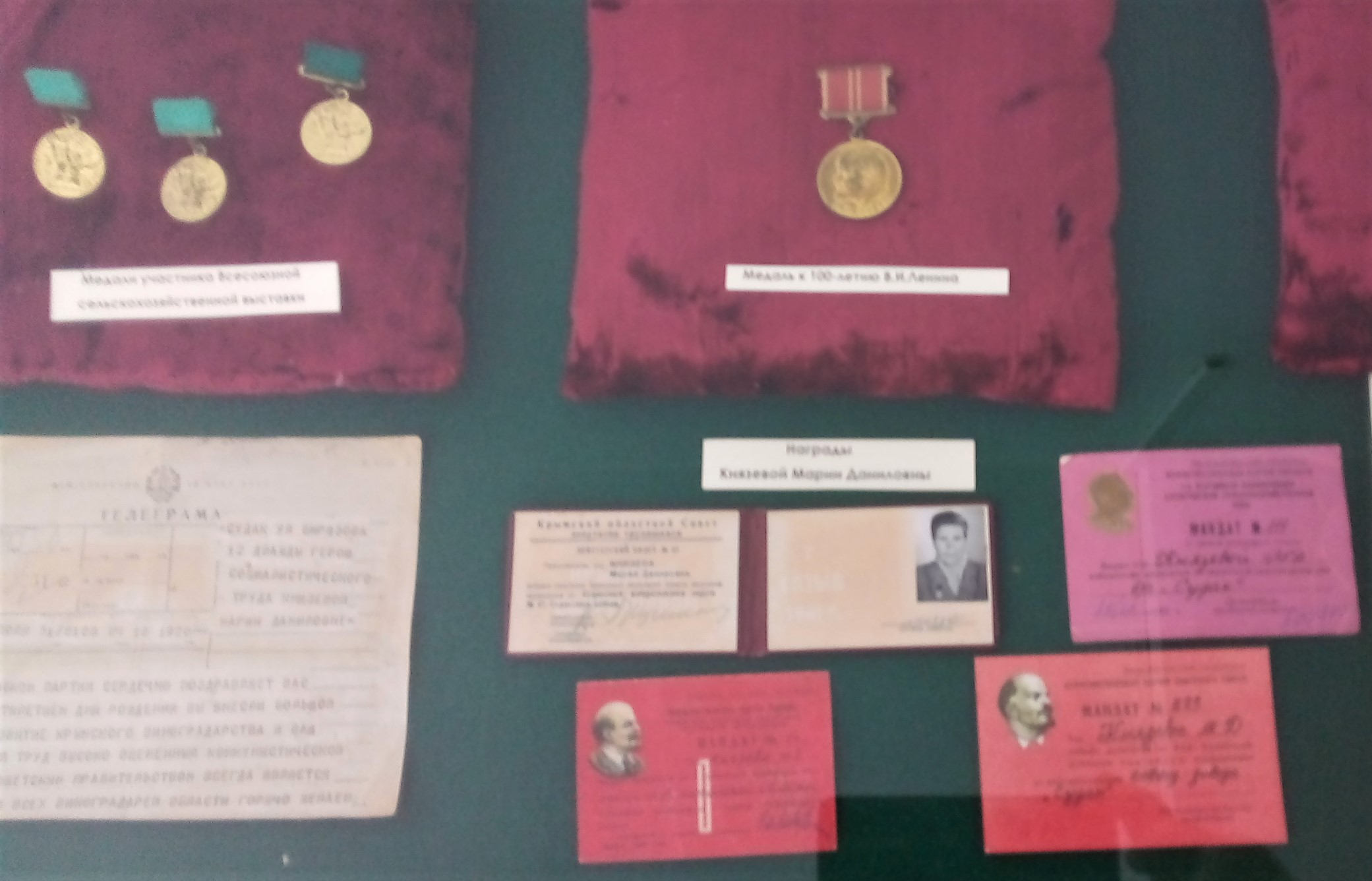
Стенд із нагородами і документами двічі Героя Соціалістичної праці Князєвої М. Д.
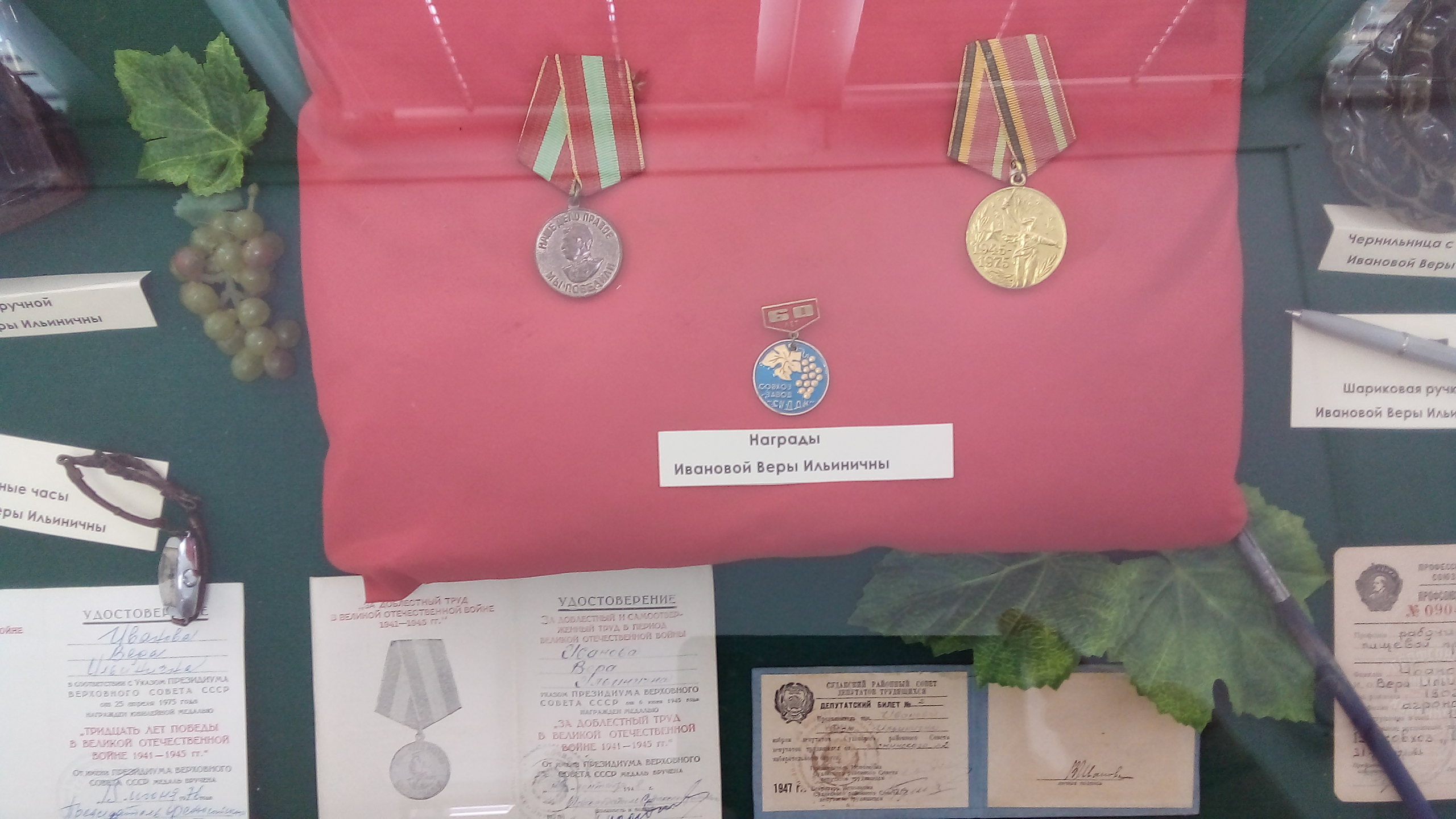
Стенд із нагородами і документами Іванової В. І.

У четвертому залі експозиція присвячена курортній історії Судака від кінця XIX століття до теперішнього часу. Відображено події Громадянської війни, Німецько-радянської війни. Широко представлені матеріали з розвитку виноградарства і виноробства в радгосп-заводі «Судак».
На другому поверсі відкриті виставки «Речові докази» (у формі відкритого зберігання представлені археологічні знахідки, підняті під час експедицій в околицях Судака); «Лики і образи Срібного століття», яка розкриває історію сім'ї Герцик та їхнього оточення в Судаку. Регулярно організовуються тимчасові виставки.
На третьому поверсі обладнаний конференц-зал, де відбуваються численні заходи.